# Nikola Karastojanow

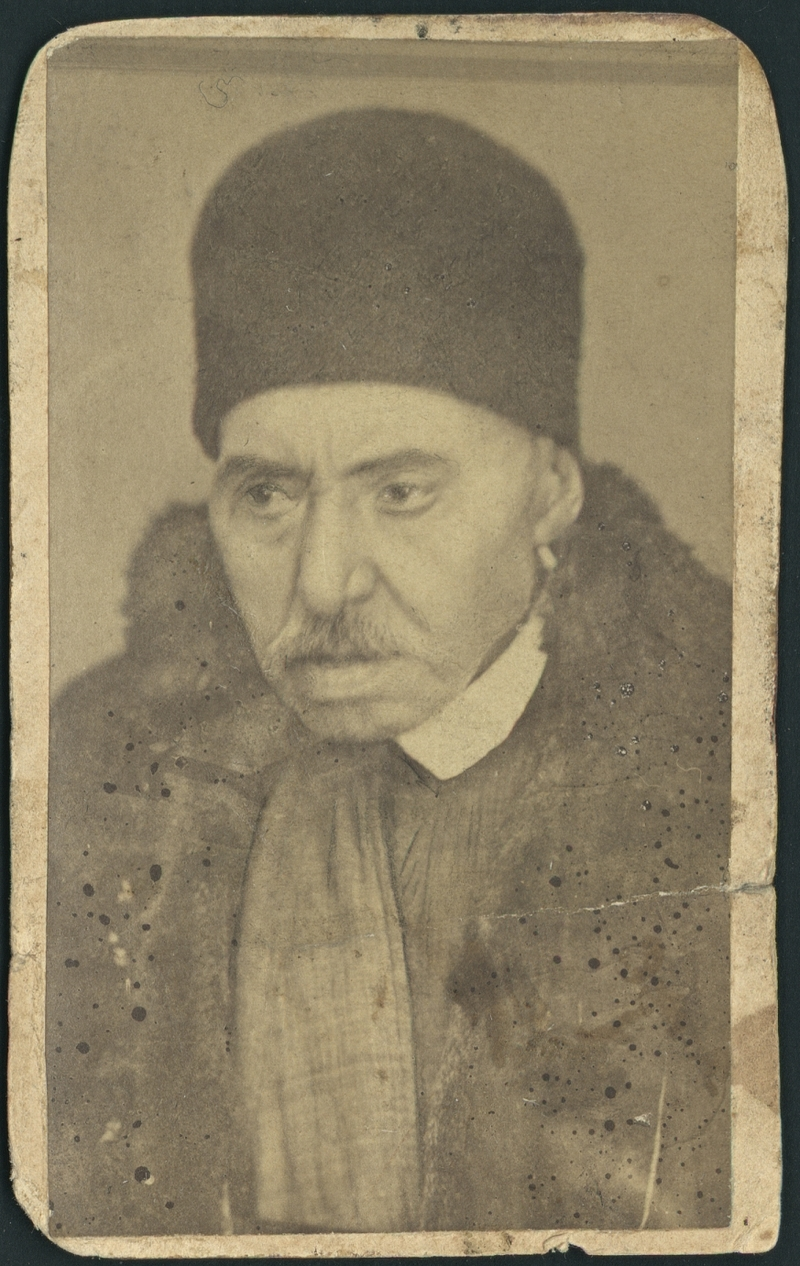
Nikola Karastojanow

Nikola Karastojanow (bulgarisch Никола Карастоянов; * 1778 in Samokow; † 29. September 1874 ebenda) war ein bulgarischer Drucker und Verleger.
Im Jahr 1828 brachte Karastojanow aus Serbien die erste Druckerpresse nach Bulgarien, mit der er Ikonen druckte. In Budapest erwarb er 1835 kyrillische Lettern und richtete so die erste Druckerei Bulgariens ein.